# Горшенін Павло Сидорович
Павло Сидорович Горшенін (нар. 21 січня 1899, селище Нязепетровськ Пермської губернії, тепер Челябінської області, Російська Федерація — розстріляний 25 лютого 1939, місто Москва) — радянський діяч, секретар ЦК ВЛКСМ, голова Центральної ради Осоавіахіму, комбриг РСЧА. Член Бюро ЦК ВЛКСМ з 26 січня 1931 по 1938 рік. Депутат Верховної Ради СРСР 1-го скликання (1937—1938).

## Біографія
Народився в родині робітника-доменника. З 1915 по 1917 рік — учень токаря на Ревдинському заводі Уралу. У квітні 1917 — травні 1918 року — помічник електромонтера, черговий монтер електростанції Нязепетровського заводу Пермської губернії. У 1918 році вступив до Соціалістичної спілки робітничої молоді (комсомолу).
Член РКП(б) з березня 1918 року.
У 1918 році — червоногвардієць Нязепетровського червоногвардійського загону. З 1918 по 1919 рік командував партизанським загоном у Пермській губернії. Був заарештований білогвардійським урядом, три з половиною місяці провів у в'язниці, засуджений до розстрілу, але утік з-під арешту.
У 1920 році закінчив курси червоних командирів у Москві.
У 1920—1922 роках — командир взводу 9-ї особливої ударної бригади РСЧА, командир роти 221-го стрілецького полку 25-ї Чапаєвської стрілецької дивізії на Південно-Західному фронті, командував «летючим» загоном «по боротьбі з бандитизмом».
У 1922—1923 роках — слухач Московської школи середнього командного складу РСЧА.
У 1923—1926 роках — командир роти, командир батальйону 25-го піхотного полку в місті Казані, командир стрілецького батальйону 73-го піхотного полку в містах Ніжині та Полтаві.
У 1926—1929 роках — слухач Військової академії РСЧА імені Фрунзе.
У червні 1929 — вересні 1930 року — начальник штабу 19-го Ніжинського стрілецького полку РСЧА в Полтаві.
У вересні 1930 — 1931 року — начальник сектору, начальник відділу штабу РСЧА в Москві.
З 1931 року — завідувач військового відділу ЦК ВЛКСМ.
У березні 1932 — 28 серпня 1937 року — секретар ЦК ВЛКСМ з військової роботи в комсомолі.
Закінчив Військово-повітряну академію РСЧА.
У травні 1937 — 1938 року — військовий комісар Військово-повітряних сил (ВПС) РСЧА.
У 1938 році — голова Центральної ради Товариства сприяння обороні, авіаційному і хімічному будівництву (Осоавіахіму) СРСР
28 жовтня 1938 року заарештований органами НКВС. 25 лютого 1939 року засуджений Військовою колегією Верховного суду СРСР до страти. Розстріляний того ж дня.
26 травня 1956 року реабілітований постановою Військової колегії Верховного суду СРСР, у жовтні 1962 року посмертно відновлений в КПРС.

## Звання
- комбриг (19.02.1938)

## Нагороди
- орден Леніна (29.10.1933)